# Elena González
Elena González, all'anagrafe Elena González Iglesias (Avilés, 16 ottobre 1991), è un'attrice, giornalista, ballerina e modella spagnola, nota per aver interpretato il ruolo di Blanca Dicenta nella soap Una vita (Acacias 38).

## Biografia
Elena González è nata il 16 ottobre 1991 ad Avilés, nelle Asturie (Spagna), oltre alla recitazione si occupa anche di teatro e di giornalismo e oltre allo spagnolo, parla fluentemente l'inglese.

## Carriera
Elena González nel 2010 ha recitato nelle opere teatrali El castigo sin venganza di Lope de Vega, Macbeth di William Shakespeare e Un tranvía llamado deseo di Tennessee Williams, tutte opere realizzate presso l'ESDAD. Nel 2011 ha fatto la sua prima apparizione sul piccolo schermo con il ruolo di Sara nel cortometraggio El caso de Roshak. Nello stesso anno ha recitato nelle opere teatrali Así hacen todas realizzata presso il teatro DeMente e in Seré la lluvia y tus orgasmos.
Nel 2012 appena terminati gli studi di arti drammatiche a Gijón si è trasferita a Madrid. Nel 2013 ha recitato nell'opera teatrale Las moscas di Jean-Paul Sartre, realizzata presso il teatro del Salmón. Nel 2014 ha interpretato il ruolo di María Linares nella soap opera Per sempre (Amar es para siempre). Nello stesso anno ha interpretato il ruolo di Julia nel cortometraggio Clóset diretto da Rakesh B. Narwani.
Mel 2015 ha recitato nella serie La que se avecina. Nel 2015 e nel 2016 ha recitato nell'opera teatrale Hércules, el musical. Nel 2016 ha recitato nella serie Centro médico e nel cortometraggio A Real Man diretto da Maloy. Nello stesso anno ha partecipato al video musicale No te sientas obligado di Maloy. Nel 2017 ha recitato nel film Ego-Sum diretto da Santos Ruano e nel cortometraggio Escupitajo diretto da Andrés Menéndez.
Nel 2017 e nel 2018 è stata scelta per recitare nella soap opera di La 1 Una vita (Acacias 38) il ruolo di Blanca Dicenta, la figlia di Úrsula (interpretata da Montserrat Alcoverro) e dove ha avuto una storia d'amore con Diego Alday (interpretato da Rubén de Eguia). Nel 2018 ha interpretato il ruolo di Maite Criado nella serie Arde Madrid.
Dal 2019 al 2021 ha recitato nell'opera teatrale Tabú, realizzata presso Nave 73 a Madrid. Nel 2020 ha recitato nelle serie La 2 es teatro (nel ruolo della Regina Esmeralda) e in Skam España (nel ruolo di Jefa de Estudios). Nello stesso anno ha ricoperto il ruolo di Carmen de Burgos nella miniserie Pioneras.
Nel 2020 e nel 2021 ha interpretato il ruolo di Conca nella serie 30 monedas. Nel 2021 ha interpretato il ruolo di Alba nel cortometraggio Santa Era diretto da Egoitz D. Ibargoitia.

## Filmografia

### Cinema
- Ego-Sum, regia di Santos Ruano (2017)

### Televisione
- Per sempre (Amar es para siempre) – soap opera, 48 episodi (2014)
- La que se avecina – serie TV, 1 episodio (2015)
- Centro médico – serie TV, 1 episodio (2016)
- Una vita (Acacias 38) – soap opera, 254 episodi (2017-2018)
- Arde Madrid – serie TV, 1 episodio (2018)
- La 2 es teatro – serie TV, 1 episodio (2020)
- Skam España – serie TV, 3 episodi (2020)
- Pioneras – miniserie TV, 4 episodi (2020)
- 30 monedas – serie TV, 3 episodi (2020-2021)

### Cortometraggi
- El caso de Roshak (2011)
- Clóset, regia di Rakesh B. Narwani (2014)
- A Real Man, regia di Maloy (2016)
- Escupitajo, regia di Andrés Menéndez (2017)
- Santa Era, regia di Egoitz D. Ibargoitia (2021)

### Video musicali
- No te sientas obligado di Maloy (2016)

## Teatro
- El castigo sin venganza di Lope de Vega, presso l'ESAD (2010)
- Macbeth di William Shakespeare, presso l'ESAD (2010)
- Un tranvía llamado deseo di Tennessee Williams, presso l'ESDAD (2010)
- Así hacen todas, presso il teatro DeMente (2011)
- Seré la lluvia y tus orgasmos (2011)
- Las moscas di Jean-Paul Sartre, presso il teatro del Salmón (2013)
- Hércules, el musical (2015-2016)
- Tabú, presso Nave 73 a Madrid (2019-2021)

## Doppiatrici italiane
Nelle versioni in italiano dei suoi film e delle sue serie TV, Elena González è stata doppiata da:
- Sonia Mazza[21] in Una vita[22]